# Nevers
Nevers (pronuncia: /nəˈvɛʁ/; in italiano antico Niversa) è un comune francese di 39 120 abitanti capoluogo del dipartimento della Nièvre, nella regione Borgogna-Franca Contea. La città si trova alla confluenza della Nièvre nella Loira e i suoi abitanti si chiamano Neversois. Importante nodo ferroviario (il principale scalo è la stazione di Nevers), la tradizione principale di Nevers consiste nella lavorazione della ceramica.

## Storia
L'antica Noviodunum, era abitata dagli Edui già ai tempi di Giulio Cesare, che vi costituì una base logistica. Divenne sede vescovile nel V secolo d.C. sotto la dinastia dei Merovingi. Fu sede di Contea fin dal IX secolo e poi di ducato. Dal 1384 fu sottoposta al ducato di Borgogna, quindi passò (1491) ai duchi di Clèves. Nel 1538 il Nivernese, di cui Nevers è la capitale, divenne un ducato e passò a Ludovico Gonzaga, fratello del duca di Mantova Guglielmo Gonzaga, a seguito del matrimonio con Enrichetta di Clèves. Da questo legame culturale con Mantova nasce la tradizione della ceramica a Nevers.
Il nipote di Guglielmo Gonzaga, Carlo, subentrò al ramo principale dei Gonzaga estintosi con il decesso del terzo nipote maschio di Guglielmo, Vincenzo II Gonzaga 1627 nella signorìa del Ducato di Mantova 1629 ed aggiunse il titolo di Duca di Mantova e del Monferrato a quello di Duca di Nevers e Rethel. Nel 1661 il Cardinale Mazarino acquistò il Ducato di Nevérs da Carlo III destinandolo al nipote Filippo Mancini. Il Ducato passò allo stato nel 1798. Ultimo Duca di Nevers fu Luigi Mancini.
Il 16 aprile 1879 nel Convento delle Suore della Carità e dell'Istruzione Cristiana morì a soli 35 anni Bernadette Soubirous, la famosa veggente di Lourdes, ritiratasi in quel convento nel 1866. Riesumata nel 1925 durante la sua causa di beatificazione, la sua salma è oggi esposta in una teca di vetro nella cappella del convento, ed ogni anno è visitata da non meno di 500 000 pellegrini.

## Monumenti e luoghi d'interesse
- Cattedrale di Nevers
- Palazzo ducale

## Società

### Evoluzione demografica
Abitanti censiti

## Istruzione
- Institut supérieur de l'automobile et des transports

## Amministrazione

### Cantoni
Prima della riforma del 2014, il territorio comunale della città di Nevers era ripartito in 4 cantoni
- Cantone di Nevers-Centre
- Cantone di Nevers-Est
- Cantone di Nevers-Nord
- Cantone di Nevers-Sud

A seguito della riforma approvata con decreto del 18 febbraio 2014, che ha avuto attuazione dopo le elezioni dipartimentali del 2015, il territorio comunale della città di Nevers è stato ripartito in 4 nuovi cantoni
- Cantone di Nevers-1: comprende parte della città di Nevers e il comune di Coulanges-lès-Nevers
- Cantone di Nevers-2: comprende parte della città di Nevers e i comuni di Magny-Cours, Saint-Éloi e Sermoise-sur-Loire
- Cantone di Nevers-3: comprende parte della città di Nevers e i comuni di Challuy, Gimouille e Saincaize-Meauce
- Cantone di Nevers-4: comprende parte della città di Nevers

### Gemellaggi
- Charleville-Mézières
- Coblenza
- Curtea de Argeș
- Hammamet
- Lund
- Marbella
- Mantova
- Minsk
- Neubrandenburg
- Saint-Albans
- Siedlce
- Sremska Mitrovica